# Lake St. Croix Beach
Lake St. Croix Beach est une ville américaine située dans le Comté de Washington, dans le Minnesota. Selon le recensement de 2010, sa population est de 1 051 habitants.